# Phloeomana
Phloeomana Redhead – rodzaj grzybów z rodziny Porotheleaceae.

## Charakterystyka
Jest to nowy rodzaj utworzony w 2016 roku przez S.A. Redheada. Wcześniej zaliczany był do rodziny grzybówkowatych (Mycenaceae), jednak badania wykazały, że jest od niej oddalony filogenetycznie, spokrewniony jest natomiast z gatunkami z rodzajów Atheniella i Hemimycena, które już wcześniej z grzybówkowatych zostały przeniesione do rodziny Porothellaceae. W 2019 r. do rodzaju Phloeomana należy 6 gatunków.
Gatunki z rodzaju Phloeomana to białawe lub w różnych odcieniach brązu drobne grzyby kapeluszowe z grupy blaszkowców, rozwijające się głównie na korze roślin w strefie klimatu umiarkowanego. Wytwarzają gładkie, hialinowe bazydiospory, hialinowe strzępki, słabo lub średnio zróżnicowane cheilocystydy. Trzon gładki z rozproszonymi kaulocystydami.

## Systematyka i nazewnictwo
Pozycja w klasyfikacji według Index Fungorum
Porotheleaceae, Agaricales, Agaricomycetidae, Agaricomycetes, Agaricomycotina, Basidiomycota, Fungi.
Gatunki występujące w Polsce
- Phloeomana atropapillata (Kühner & Maire) Aronsen & Læssøe 2022[4]
- Phloeomana alba (Bres.) Redhead 2016 – tzw. grzybówka biała
- Phloeomana clavata (Peck) Redhead 2016[4]
- Phloeomana hiemalis (Osbeck) Redhead 2016 – tzw. grzybówka zimowa
- Phloeomana minutula (Sacc.) Redhead 2016 – tzw. grzybówka cuchnąca
- Phloeomana speirea (Fr.) Redhead 2013 – tzw. grzybówka cienkotrzonowa

Nazwy naukowe według Index Fungorum. Wykaz gatunków i nazwy polskie według Władysława Wojewody i innych.